# تاج الدين نوفل
تاج الدين سلامة نوفل المعروف باسم تاج الدين نوفل هو شاعر، كاتب وباحث ومقدم برامج مصري، من مواليد كفر العرب بمدينة دمياط في 31 مارس عام 1952. توفي في دمياط في 9 ديسمبر عام 2018.

## حياته
ولد تاج الدين نوفل في قرية كفر العرب بمحافظة دمياط عام 1952، وعمل في تقديم البرامج الدينية في التلفزيون والإذاعة المصريين.
ومن برامجه:
- برنامج في نور القرآن الكريم.
- برنامج من المكتبة الإسلامية.
- برنامج الدين المعاملة.
- برنامج حديث الجمعة.
- برنامج من أسماء اللَّه الحسنى.

## مؤلفاته
نشرت له الصحف اليومية: الأهرام، والأخبار، والجمهورية. ومن المجلات: الهلال، والثقافة، والتصوف.
له أكثر من عشرين كتابًا، منها:
- الكلمة الطيبة صدقة.[3]
- من خشية اللَّه.
- في رحمة الله.
- بنات المصطفى.
- شعراء الإسلام - دار القلم للتراث - القاهرة.[4]
- السعي إلى الآخرة (الترقيم الدولي: 9772792524).[5]
- أسماء اللَّه الحسنى.[6]
- رمضان كريم.
- نفحات.
- لؤلؤ ومرجان.[7]
- الفوز العظيم.
- السحر والسحرة والوقاية من الفجرة - مكتبة التراث الإسلامي - رقم إيداع 3594 لسنة 1986.[8]
- حديقة الأولياء.[9]

ومن الشعر: الحبيب الأول، الحبيب الثاني، لآلئ ودرر، لؤلؤ ومرجان، الملكة سوسينا، الأميرة والملاك، تسابيح وتراويح، ملتقى الأحباب، أجمل وجه، جوهرة، توبة، الجنة، صوفية، بشر ملاك أم ملاك من بشر.

## الحياة الشخصية
له خمسة أبناء:
- ياسين تاج الدين رئيس محكمة بالقاهرة.[16]
- محمد تاج الدين رئيس محكمة بالمنصورة.
- الزهراء تاج الدين طبيبة بالمستشفى التخصصي بدمياط.
- مريم تاج الدين طبيبة بالمستشفى العام بالزقازيق.
- عمر تاج الدين طالب بليسانس الحقوق بالمنصورة.